# TULIP 40〜すべてのシングル40曲 デビュー40周年を記念して〜
『TULIP40～すべてのシングル40曲 デビュー40周年を記念して～』（チューリップ40 すべてのシングル40きょく デビュー40しゅうねんをきねんして）は、ビクターエンタテインメントから発売されたチューリップの11作目のベスト・アルバム。2012年6月6日発売。

## 解説
デビュー40周年を記念したベスト・アルバムで、「40周年」に準えて全シングルA面40曲を発売順にSHM-CD仕様で収録した3枚組。

## ディスクジャケット
シングルA面曲が円周の内側から発売日順に記されている食べかけのバウムクーヘンが写されている。

## 収録曲
特記以外　作詞／作曲：財津和夫　編曲：チューリップ　ボーカル：財津和夫

### DISC 1
1. 魔法の黄色い靴
  - 編曲：チューリップ・木田高介
2. 一人の部屋
3. 心の旅
  - 編曲：チューリップ・青木望　ボーカル：姫野達也
4. 夏色のおもいで
  - 作詞：松本隆／編曲：チューリップ・川口真　ボーカル：姫野達也
5. 銀の指環
  - ボーカル：姫野達也
6. 青春の影
  - 編曲：チューリップ・青木望
7. ぼくがつくった愛のうた（いとしのEmily）
  - 編曲：チューリップ・青木望　ボーカル：姫野達也
8. サボテンの花
9. 悲しきレイン・トレイン
  - 編曲：チューリップ・青木望　ボーカル：姫野達也
10. 娘が嫁ぐ朝
11. 風のメロディ
  - 作曲：財津和夫・姫野達也　ボーカル：財津和夫・姫野達也
12. ブルー・スカイ
  - 編曲：チューリップ・乾裕樹
13. WELCOME TO MY HOUSE
  - 作詞：Bert.T
14. 夕陽を追いかけて
  - 編曲：チューリップ・瀬尾一三

### DISC 2
1. 約束
  - 編曲：チューリップ・乾裕樹
2. 虹とスニーカーの頃
3. I am the Editor（この映画のラストシーンは、ぼくにはつくれない）
4. さよなら道化者
  - 編曲：チューリップ・椎名和夫
5. ふたりがつくった風景
6. We Can Fly
7. 星空の伝言
8. 夏の夜の海
9. たったひとりのオーディエンス
10. 愛の迷路
11. it WAS love
12. もっと幸せに素直になれたら
13. アイ・アイ・アイ
14. 涙のパーティー

### DISC 3
1. くちづけのネックレス
2. 愛の風
3. モーニング・スコール
4. 抱きあって
  - 編曲：チューリップ・京田誠一
5. 真っ赤な花と水平線
6. ストロベリー・スマイル
7. サボテンの花
8. We believe in Magic
9. シェア
10. この愛は忘れていいよ
11. あなたのいる世界
12. hope
13. 青春の影　
  - ※ボーナス・トラック
14. サボテンの花　
  - ※ボーナス・トラック
    - ボーナス・トラックは、1984年1月31日に中野サンプラザで行われた「LIVE ACT TULIP I dream」ライブ音源で、本作で初CD化された。

## クレジット
- Producer：見上浩司（Victor Entertainment）
- A&R：大槻一裕（Victor Entertainment）
- Mastering Engineer：内田孝弘（FLAIR）
- Promotion Planning：矢崎潤・竹腰義之（also Victor Entertainment）
- Sales Promotion：大石勝之（Victor Entertainment）
- Artist Management：小原俊也・石野憲一・千田祐司（also Victor Music Arts）
- Art Director：大野拓家（ragtime）
- Designer：岩谷・井出伸一郎（also ragtime）
- Photographer：井上寛東
- Illustration：山口郁
- Design Coordinator：原亜由美（ah, Inc.）／沖山亜紀（Victor Entertainment）